# Kamienna Góra (Opole)
Pour les articles homonymes, voir Kamienna Góra.
Kamienna Góra est une localité polonaise de la voïvodie d'Opole et du powiat de Nysa.
De 1975 à 1998, la localité est située dans la voïvodie d'Opole.